# غابة نيونغوي
تقع غابة نيونغوي (/njʊŋɡweɪ/) في جنوب غرب رواندا، على الحدود مع بوروندي، حيث تجاور منتزه كيبيرا الوطني في الجنوب، وبحيرة كيفو وجمهورية الكونغو الديمقراطية من الغرب. ربما تكون غابة نيونغوي المطيرة هي أفضل الغابات المطيرة الجبلية المصونة في إفريقيا. تقع في منطقة تجمع المياه بين حوض نهر الكونغو غرباً وحوض نهر النيل شرقاً. ومن الجانب الشرقي من غابة نيونغوي يأتي أيضًا أحد فروع منابع النيل.
أُسس منتزه نيونغوي الوطني في عام 2004 ويغطي مساحة تبلغ حوالي 1019 كيلومتر مربع (393 ميل مربع) من الغابات المطيرة والخيزران والأراضي العشبية والمستنقعات والرخاخ. أقرب مدينة للمنتزه هي سيانغوغو، على بعد 54 كم (34 ميل) إلى الغرب. يقع جبل بيغوغو (2921 م (9583 قدمًا)) داخل حدود المنتزه. في أكتوبر 2020، وقع مجلس التنمية في رواندا اتفاقية مع شركة أفريكان باركس لتولي إدارة منتزه نيونغوي الوطني لمدة 20 عامًا أولية. وفي سبتمبر 2023، أُضيف منتزه نيونغوي الوطني إلى قائمة اليونسكو للتراث العالمي.